# Johann Anton Castell
Johann Anton Castell (Dresda, 3 giugno 1810 – Dresda, luglio 1867) è stato un pittore tedesco.

## Biografia
Castell ha studiato dal 1 Maggio 1827 nella classe di paesaggio dell'Accademia di Dresda. Dopo un anno fu licenziato dal college per aver trascurato i suoi doveri.
Dal 1829 Castell studiò pittura di paesaggio con Johan Christian Clausen Dahl. Ha poi compiuto viaggi di studio in Boemia, Vienna e Tirolo.
Fino alla sua morte, Castell ha lavorato come paesaggista a Dresda e dintorni. Ha anche copiato opere di altri pittori.

### Galleria d'immagini

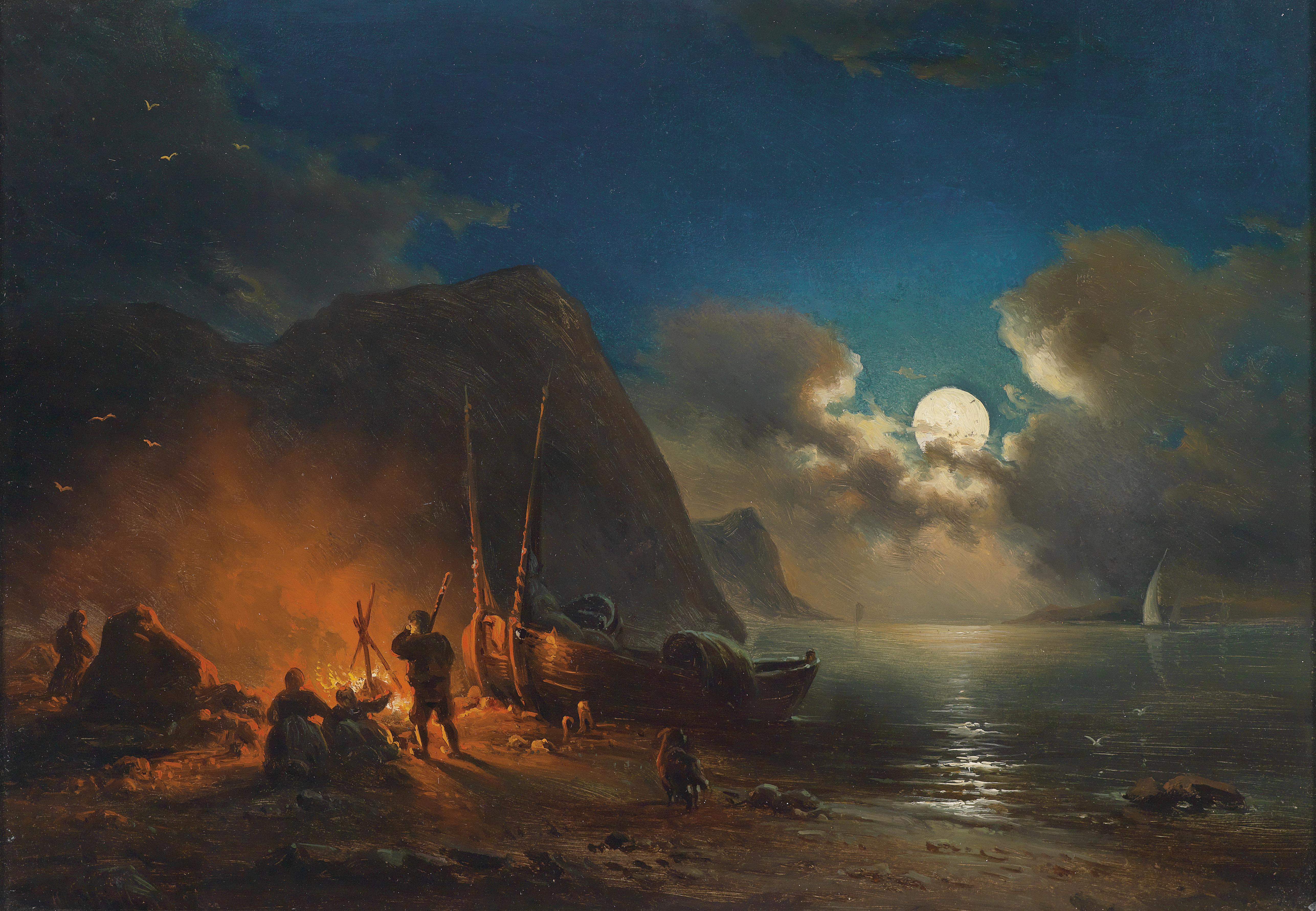
Lagerfeuer, 1850
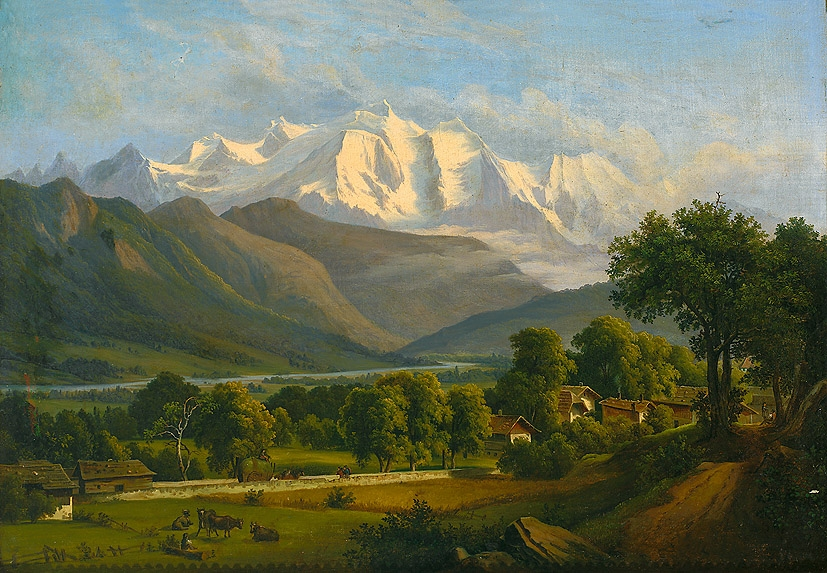
Österreichische Landschaft, Paesaggio austriaco
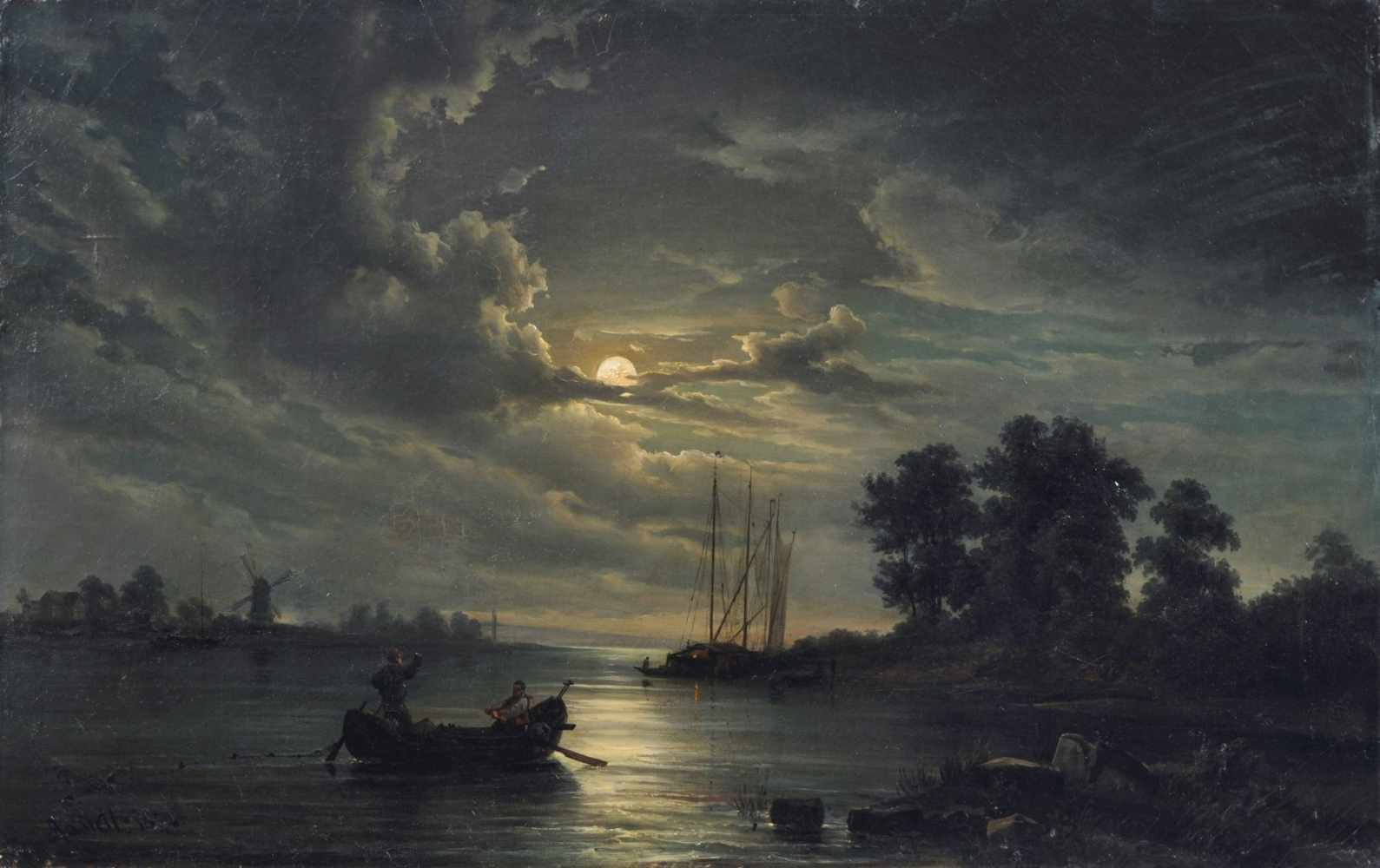
Elblandschaft mit Booten im Mondschein (Paesaggio dell'Elba con barche al chiaro di Luna), 1852